# Cecilia Todd
Cecilia Todd Vallenilla (Caracas, 4 de marzo de 1951) es una cantante y músico venezolana que cultiva principalmente la música folclórica y los estilos tradicionales venezolanos. Es una experta intérprete del cuatro, instrumento con el cual se acompaña en muchas de sus presentaciones tanto a nivel nacional como a nivel mundial.

## Trayectoria artística
Hizo su debut en 1970 como miembro del grupo Música Experimental Venezolana. Como solista su primera presentación fue en el programa de televisión El show de Renny que conducía el locutor y animador Renny Ottolina. En 1972 fue invitada a participar en un encuentro de música latinoamericana organizado por la Universidad de Carleton, lo que le permitió dar varios conciertos en Canadá.
Cecilia Todd es una experta intérprete del cuatro, instrumento con el que se acompaña en muchas de sus presentaciones.
En 1972, llegó a Buenos Aires, como ella dijera, impulsada por quienes luego fueron grandes amigos, Mercedes Sosa y el grupo Buenos Aires 8. Permaneció en Argentina por tres años, durante los cuales estudió técnica vocal con la reconocida profesora Susana Naidich. Allí grabó su primer LD Pajarillo verde, junto a Cacho Tirao, Domingo Cura y Horacio Corral, cuando su voz empezaba a formar parte del nuevo cancionero latinoamericano y el diario Clarín la considera como «la más importante revelación folklórica del año». Según sus palabras:

Fueron tres años muy intensos en lo profesional y en lo personal. De esa época conservo muchísimos amigos, la gente de Buenos Aires 8, Hilda Herrera, Mercedes Sosa, gente con la que sigo en relación permanente.

A comienzos de 1976 junto a Buenos Aires 8 realizan la temporada de verano en Villa Gessell, luego viajó a Caracas donde se radicó nuevamente. En septiembre del mismo año viajó a México. Allí fue presentada en el Museo de Arte Contemporáneo y otros auditorios de ese país. Desde entonces realiza continuas giras por el territorio venezolano y por fuera de su país. Ha visitado como artista países como Inglaterra, España, Estados Unidos, Chile, Uruguay, Turquía, Costa Rica, Panamá, Brasil, Siria, Colombia, México, Finlandia, Nicaragua, Argentina, Cuba, Bolivia, Puerto Rico, Holanda, Francia, Japón, y otros.
En 1991 se radicó en Tenerife (Islas Canarias - España), desde donde viaja a la península ibérica y se presenta en diversos países europeos. En sus numerosas presentaciones ha alternado con figuras como Joan Manuel Serrat, Chico Buarque, Astor Piazzolla, Zimbo Trio, Silvio Rodríguez, Pablo Milanés, Mercedes Sosa, Carlos Cruz-Díez, Henry Martínez o Joan Isaac, entre otros.
Su álbum Pajarillo verde fue incluido entre los 100 mejores discos del siglo XX, según el Diario Clarín de Buenos Aires, Argentina (29/12/99).

## Discografía

### Discografía principal
| Año  | Título                                        | Discográfica                              |
| 1973 | La embarazada del viento                      | BASF de Venezuela                         |
| 1974 | Cecilia Todd (Pajarillo verde)                | Tonodisc (Argentina)                      |
| 1978 | Cecilia Todd (Ni ná ni ná)                    | Interamericana de Grabaciones (Venezuela) |
| 1980 | Cecilia Todd (Canto venezolano)               | Interamericana de Grabaciones (Venezuela) |
| 1980 | Cecilia Todd (Cecilia Todd y Barrio Obrero)   | Interamericana de Grabaciones (Venezuela) |
| 1982 | Cecilia Todd (El novio pollero)               | Promociones Musicales (Venezuela)         |
| 1988 | A tu regreso                                  | Sonográfica (Venezuela)                   |
| 1993 | Una sola vida tengo                           | Pentagrama (México)                       |
| 1995 | Romanciando                                   | Producción independiente (Venezuela)      |
| 2000 | Canciones de Henry Martínez                   | Fundación Bigott (Venezuela)              |
| 2005 | En vivo en Argentina                          | Acqua Records (Argentina)                 |
| 2008 | Niño Jesús de Merey                           | Producción independiente (Venezuela)      |
| 2015 | Hay quien precisa (CD 1-Cuba, CD 2-Venezuela) | Producción independiente (Venezuela)      |

### Participaciones
| Año  | Título                                  | Artista Principal                                                                         | Discográfica                         |
| 1979 | Cantos de Venezuela 2                   | Soledad Bravo                                                                             | CBS Columbia (España)                |
| 1982 | Venezuela es mujer                      | Vários Intérpretes                                                                        | Independiente (Venezuela)            |
| 1989 | Betania                                 | Guaco                                                                                     | CBS Columbia (España)                |
| 1990 | Canciones de La Eterna Navidad          | Iván Pérez Rossi                                                                          | Producción Independiente (Venezuela) |
| 1992 | Mi Canción Es Alegría                   | Iván Pérez Rossi                                                                          | Producción Independiente (Venezuela) |
| 1992 | No la quiero                            | Iván Pérez Rossi                                                                          | Producción Independiente (Venezuela) |
| 1993 | El Olor Del Canto                       | Iván Pérez Rossi                                                                          | Producción Independiente (Venezuela) |
| 2001 | Trio Acústico Venezolano                | Huáscar Barradas                                                                          | Producción Independiente (Venezuela) |
| 2002 | Signos De Admiración                    | Frank Quintero                                                                            | Latin World Music (Venezuela)        |
| 2005 | Canciones de la Yeya                    | Serenata Guayanesa, Iván Pérez Rossi, Cecilia Todd, Francisco Pacheco, Gualberto Ibarreto | EBD Records (Venezuela)              |
| 2008 | Aguacero                                | Pomarrosa                                                                                 | Fundación Bigott (Venezuela)         |
| 2008 | Tesoros de la Música Venezolana: Costas | Ilan Chester                                                                              | Producción Independiente (Venezuela) |
| 2010 | Música Venezolana                       | Pentacorde                                                                                | Producción Independiente (Venezuela) |
| 2015 | Hay quien precisa vol. 1                | Cecilia Todd y Liuba María Hevia                                                          | Producción Independiente (Cuba)      |